# Çuxanlı (Qobustan)
Çuxanlı è un comune dell'Azerbaigian situato nel distretto di Qobustan. Conta una popolazione di 757 abitanti.